# Mautern in Steiermark
Mautern in Steiermark är en ort och kommun i Österrike. Den ligger i distriktet Leoben i förbundslandet Steiermark.
Kommunen består av sex orter (Ortschaften) (inom parentes invånarantal 1 januari 2024):
- Eselberg (155)
- Liesingau (137)
- Magdwiesen (54)
- Mautern in Steiermark (1 126)
- Rannach (140)
- Reitingau (55)